# 일카 체이스

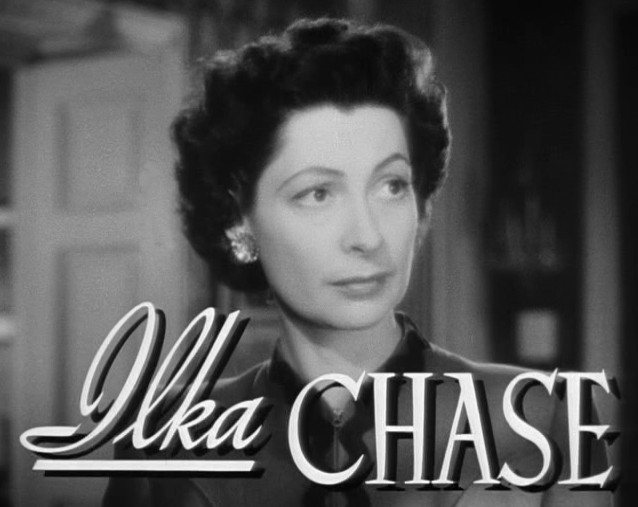

일카 체이스(Ilka Chase, 1900년 4월 8일 ~ 1978년 2월 15일)는 미국의 배우, 소설가, 연극 배우, 텔레비전 배우, 작가, 영화배우이다.
뉴욕에서 태어났으며 멕시코시티에서 사망하였다. 사인은 질병이다.

## 영화
- 오션스 일레븐 (1960년)
- 신데렐라 (1957년)
- 빅 나이프 (1955년) - 팻시 베네딕 역
- 평범한 여인의 행복 (1954년)
- 나우 보이저 (1942년) - 리자 베일 역
- 플로로도라 걸 (1930년)
- 레드 핫 리듬 (1929년)